# Хутба
Хутба (араб. خطبة)  — виступ, проповідь у мечеті, яку читав окремий імам-хатиб і яка мала напівполітичний характер. 
Хутба — частина мусульманського богослужіння відбувалася регулярно під час молитви Зухр (опівдні) у п’ятницю, святкових днях, з урочистих нагод, а також після молитви про сонячне та місячне затемнення.
Згадування у хутбі стало однією з головних зовнішніх ознак міцного політичного становища правителя (так зване право хутби). Якщо правителя не згадували, це означало, що в цій громаді його більше не визнавали.

## Походження
Релігійні проповіді можуть виголошуватися в різних умовах і в різний час. Навідміну від Хутби що зазвичай означає звернення, виголошене в мечеті під час щотижневих ( у п'ятницю) і щорічних ритуалів. Інші релігійні ораторії та випадки проповідування описуються як Дарс (урок) або Ваз (застереження), і їхні формати відрізняються відповідно.
Хутба бере свій початок від практики ісламського пророка Мухаммеда, який виголошував слова заклику, повчань або наказів на зібраннях для поклоніння в мечеті, яка складалася з внутрішнього двору його будинку в Медіні. Перші чотири халіфи, а також халіфи Оммеядів і губернатори провінцій виголошували проповіді. Вони не обов’язково були повчальними, але стосувалися практичних питань уряду та іноді навіть включали прямі накази. 

## Форма
На початку служби дається Азан (араб. أَذَان‎ — «оповіщати», заклик на молитву),  під час якого Хатіб (особа, яка виголошує Хутбу) залишається сидіти. Ікама (другий заклик) дається, коли Хатіб спускається. Проповідь виголошується у двох частинах. Обидві частини вимовляються, коли Хатіб стоїть, між ними робиться пауза, коли Хатіб сідає. Під час самої проповіді обов'язково вимовляти вислови що хвалять Бога і виявляють йому вдячність. Хатіб повинен бути в стані ритуальної чистоти; його одяг має відповідати приписам. Похвально, щоб хатіб знаходився на кафедрі або на піднесеному місці; вітати громаду, звертаючись до них. 
Історично проповіді виголошувалися класичною арабською мовою. Ця лінгвістична вимога вимагала значної підготовки з боку Хатіба, і це сприяло розвитку літературного жанру, що складається зі зразкових проповідей. Сахаби, навіть після міграції в чужі країни, завжди зберігали Хутбу класичною арабською мовою, але замість цього проводили довшу лекцію перед Хутбою місцевою мовою. Згідно з чотирма загальноприйнятими сунітськими школами юриспруденції, це вимога, щоб хутба була повністю виголошена класичною арабською. Однак у сучасну епоху проповідування відбувається розмовними мовами, хоча часто зберігаються певні арабські вирази, що стало звичайним у сучасних колах.